# Ambrózfalva
Ambrózfalva község Csongrád-Csanád vármegyében, a Makói járásban.

## Fekvése
Csongrád-Csanád vármegye keleti határán, Makótól 28 kilométerre északkeletre fekszik. Szomszédos települések: észak felől Nagyér (2 kilométerre), délkelet felől Mezőhegyes (9 kilométerre), dél felől Pitvaros (3 kilométerre), délnyugat felől Csanádalberti (6 kilométerre). Északnyugat felől Tótkomlóshoz tartozó külterületek határolják, illetve egy ponton északkelet felől is határos a várossal, annak központja azonban közel 10 kilométer távolságban helyezkedik el.

### Megközelítése
A településen észak-déli irányban végighalad a Tótkomlóstól Pitvarosig, majd onnan Makó-Rákosig húzódó 4426-os út, ezen érhető el mindkét végponti település irányából. Az M43-as autópálya legközelebbi csomópontja Csanádpalota-Kövegy között található, mintegy 12-13 kilométerre; onnan a 4451-es, 4434-es, majd a 4426-os úton érhető el a község.
Vonattal a MÁV 121-es számú Mezőtúr–Orosháza–Mezőhegyes–Battonya-vasútvonalán közelíthető meg a település. Ambrózfalva megállóhely a vonal állomásainak viszonylatában Nagyér megállóhely és Pitvaros megállóhely között található; fizikailag a község keleti peremén helyezkedik el, közúti elérését egy alsóbbrendű önkormányzati út teszi lehetővé.
A Volánbusz menetrend szerinti autóbuszai, amelyek Ambrózfalvát összekötik a környező községekkel és városokkal, a település belterületén két helyen is megállnak.

## Története
1843 novemberében telepítettek ide 120 békéscsabai szlovák dohánykertész-családot.
1861-ig Kis-Pitvaros néven Pitvaros településrésze volt. Mai nevét báró Ambrózy Lajos temesi királyi kincstári igazgató után kapta1849-ben.
1843-tól a dohánykertész-családok megválthatták a kincstár tulajdonában lévő földjeiket, s akik ezt tették, felhagytak mesterségükkel, és a továbbiakban főként kalászosokat és takarmánynövényeket termeltek. A közeli mezőhegyesi cukorgyár felépülése után megnőtt a cukorrépát termelők száma is.
1845-ben az evangélikus egyház jóvoltából iskola, imaterem és lelkészlak épült a településen. 1891-ben 1006, túlnyomórész szlovák lakosa volt, akik kendertermesztéssel is foglalkoztak. Két évvel később megnyílt a Mezőhegyes-Tótkomlós-Orosháza vasútvonal, amelyen a falunak Nagyérrel (akkori nevén Nagymajláth) közös megállója létesült a településtől keletre.
1907-ben új állami iskola és óvoda is épült Ambrózfalván.
A községet 1918 áprilisától 1920 márciusáig román katonaság tartotta megszállva.
A település nemzetiségi összetétele gyökeresen 1946-ban változott meg, amikor a szlovákok kitelepülése és a Szlovákiából kitelepített magyarok betelepülése után a magyarság került túlsúlyba.
Az 1949-ben megalakult Dimitrov Mezőgazdasági Termelőszövetkezet később egyesült a Felszabadulás Termelőszövetkezettel, amely még ma is folytat gazdálkodó tevékenységet a községben.
Ambrózfalva 1973-ig önálló tanácsú község, majd 1973-tól 1990-ig a pitvarosi közös tanács társközsége volt. 1990 óta önálló, szabadon választott képviselő-testület irányítja a települést.
A község az 1950-es megyerendezés előtt Csanád vármegye Központi járásához tartozott.

## Közélete

### Polgármesterei
- 1990–1991 február: Dr. Szabó János (FKgP-MDF)[3]
- 1991. február–1993. február: Mészáros András (független) [4][5]
- 1993. április–1994: Tuska György (MSZP)[4]
- 1994–1998: Tuska György (MSZP)[6]
- 1998–2002: Tuska György (független)[7]
- 2002–2006: Tuska György (független)[8]
- 2006–2010: Tuska György (független)[9]
- 2010–2012: Mitykó Mátyás Márton (független)[10]
- 2012–2014: Perleczki Béláné (független)[11]
- 2014–2015: Perleczki Béláné (független)[12]
- 2015–2019: Csirik László (független)[13]
- 2019–2024: Dorotovicsné Gulyás Judit (független)[14]
- 2024– : Nagy Szabolcs (független)[1]

1991 februárjában és 1993 áprilisában is időközi polgármester-választásra került sor a községben, mindkét esetben a hivatalban lévő polgármester lemondása okán.
A településen 2012. december 9-én időközi polgármester-választást (és képviselő-testületi választást) tartottak, az előző képviselő-testület önfeloszlatása miatt. A választáson a hivatalban lévő polgármester is elindult, de három jelölt közül csak a második helyet érte el.
Kevesebb, mint három évvel később, 2015. október 18-án újból időközi polgármester-választást kellett tartani Ambrózfalván, ezúttal az addigi polgármester halála okán.

## Népesség
A település népességének alakulása:
| Lakosok száma | 503  | 496  | 484  | 453  | 435  | 425  | 415  |
|               | 2013 | 2014 | 2017 | 2021 | 2022 | 2023 | 2024 |

2001-ben a település lakosságának 86%-a magyar, 13%-a szlovák és 1%-a román nemzetiségűnek vallotta magát.
A 2011-es népszámlálás során a lakosok 92,9%-a magyarnak, 0,2% románnak, 9,5% szlováknak, 0,2% szlovénnek mondta magát (7,1% nem nyilatkozott; a kettős identitások miatt a végösszeg nagyobb lehet 100%-nál).
2022-ben a lakosság 89%-a vallotta magát magyarnak, 16,3% szlováknak, 0,9% németnek, 0,7% cigánynak, 0,5% románnak, 0,2% ruszinnak, 1,1% egyéb, nem hazai nemzetiségűnek (10,3% nem nyilatkozott; a kettős identitások miatt a végösszeg nagyobb lehet 100%-nál).
Ambrózfalva felekezeti megoszlása 2001-ben: római katolikusnak 19,8% vallotta magát, görögkatolikusnak 0,6%, reformátusnak 8,6%, evangélikusnak 21,5%. Más egyházhoz, felekezethez tartozott 0,5%, nem tartozott semmilyen valláshoz sem 26,9%. A lakosság 22,1%-a nem válaszolt, vagy ismeretlen volt a felekezeti hovatartozása.
2011-ben a vallási megoszlás a következő volt: római katolikus 20,2%, református 7,1%, evangélikus 12,9%, görögkatolikus 0,2%, felekezeten kívüli 34,9% (24,2% nem nyilatkozott).
2022-ben vallásuk szerint 11,7% volt római katolikus, 8,3% evangélikus, 3,9% református, 0,9% görög katolikus, 0,2% ortodox, 0,2% egyéb keresztény, 0,5% egyéb katolikus, 41,8% felekezeten kívüli (32,4% nem válaszolt).

## Látnivalói
- Községháza (a 19. század végén épült)
- A két világháború hősi halottainak emlékműve (1992-ben állították fel)
- A napba néző kislány, Ilyés Anna szobra a község főterén
- A település alapításának 150. évfordulója alkalmából emelt obeliszk
- Podsztyenás (előtornácos) szlovák parasztház
- Romantikus stílusú evangélikus templom (1862-63-ban épült)
- A Csanádi-puszta és a Száraz-ér, amely természeti vonzerőt gyakorol az emberekre

## Híres emberek
- A település szülötte Gombos Ferenc Albin (1873–1938) történész, pedagógus, író, az MTA tagja.
- A település szülötte Czabarka György (1924–2009) Balázs Béla-díjas operatőr, érdemes- és kiváló művész, a Magyar Televízió örökös tagja.
- A település szülötte Csirik János (1946–) Széchenyi-díjas programtervező matematikus, egyetemi tanár.